# OTB Open 1989
OTB Open 1989 — тенісний турнір, що проходив на відкритих кортах з твердим покриттям у Скенектаді (США). Належав до Nabisco Grand Prix 1989 і турнірів 4-ї категорії Туру WTA 1989. Чоловічий турнір тривав з 17 до 23 липня 1989 року, жіночий - з 24 до 30 липня 1989 року.

## Переможниці та фіналістки

### Одиночний розряд, чоловіки
Саймон Юл —  Скотт Девіс 2–6, 6–4, 6–4
- Для Юла це був єдиний титул за сезон і 1-й — за кар'єру.

### Одиночний розряд, жінки
Лаура Гільдемейстер —  Маріанн Вердел 6–4, 6–3
- Для Гільдемейстер це був 1-й титул за рік і 4-й — за кар'єру.

### Парний розряд, чоловіки
Скотт Девіс /  Бродерік Дайк —  Brad Pearce /  Байрон Талбот 2–6, 6–4, 6–4
- Для Девіса це був 2-й титул за сезон і 9-й - за кар'єру. Для Дайка це був єдиний титул за сезон і 7-й - за кар'єру.

### Парний розряд, жінки
Мішелл Джаггерд /  Ху На —  Сандра Берч /  Деббі Грем 6–3, 6–2
- It was Jaggard's єдиний титул за сезон і 2-й - за кар'єру. It was Na's єдиний титул за сезон і 1-й — за кар'єру.

Шаблон:Турніри Schenectady
Шаблон:Nabisco Grand Prix 1989